# Albert Kesselring
Niektóre z zamieszczonych tu informacji wymagają weryfikacji.
 Po wyeliminowaniu niedoskonałości należy usunąć szablon {{Dopracować}} z tego artykułu.

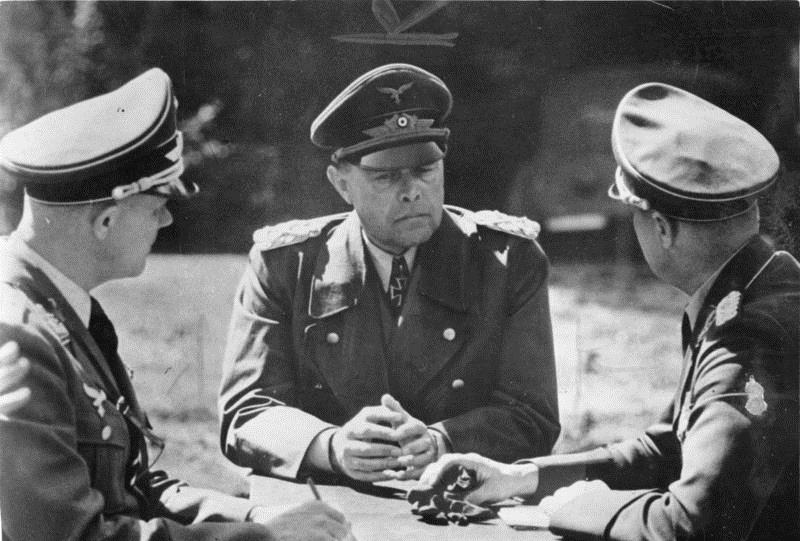
Albert Kesselring w 1940 r.

Albert Kesselring (ur. 30 listopada 1885 w Marktsteft, zm. 16 lipca 1960 w Bad Nauheim) – niemiecki feldmarszałek, uczestnik I i II wojny światowej; zbrodniarz wojenny, odpowiedzialny za stosowanie terroru na terytorium okupowanych Włoch. Przez aliantów zwany był „uśmiechniętym Albertem” lub „uśmiechniętym Kesselringiem”. Odznaczony Krzyżem Rycerskim z Liśćmi Dębu, Mieczami i Brylantami.

## Okres do II wojny światowej
Pochodził z Marktsteft Bawarii, z rodziny katolickiej o starych tradycjach wojskowych, dla której honor miał duże znaczenie. Po ukończeniu szkoły wstąpił w 1905 do armii pruskiej i w 1906 promowany został do stopnia podporucznika artylerii (w 1912 oficer 2. pułku artylerii – twierdza Metz). W 1910 ożenił się z Pauliną Keyßler. W 1913 adoptował syna.
W latach 1914–1918 pełnił służbę na stanowiskach adiutantów dowódców jednostek artyleryjskich. Awansowany do stopnia kapitana był oficerem w sztabie korpusu. Po zakończeniu działań wojennych kierował demobilizacją artylerii III Korpusu Bawarskiego w Norymberdze. Od 1919 służył w Reichswehrze na różnych stanowiskach.
1 października 1933 awansowany do stopnia pułkownika i przeniesiony z wojsk lądowych (od grudnia 1933) do tworzącego się właśnie lotnictwa wojskowego Luftwaffe. W tym czasie uzyskał uprawnienia pilota. Od 1933 szef urzędu administracji Luftwaffe. Od 1936 w stopniu Generalleutnant szef Sztabu Generalnego Luftwaffe (do 1937). W tym czasie został także wolnomularzem, którym pozostał do końca życia. W 1937 awansowany do stopnia General der Flieger (generał lotnictwa). Od 1938 był dowódcą I Floty Powietrznej.

## Lata 1939–1941
W 1939 brał udział w agresji Niemiec na Polskę. Był wykonawcą operacji Wasserkante.
Podczas ataku na Francję w 1940 był dowódcą 2 Floty Powietrznej. W sierpniu 1940 został mianowany feldmarszałkiem. Brał udział w agresji lotniczej na Wielką Brytanię (bitwa o Anglię). Wcześniej był dowódcą lotnictwa myśliwskiego. 2 Flota powietrzna stacjonowała w krajach Beneluksu. W myśl operacji „Adler” z 13 sierpnia 1940 jego oddziały miały atakować południowo-wschodnie wybrzeże Anglii wraz z Londynem. Flota lotnicza pod jego dowództwem bombardowała bazy lotnicze w Manston, Lympne i Hawkinge oraz stacje radarowe na południowym wybrzeżu. 12 sierpnia samoloty niemieckie zbombardowały kilka lotnisk w hrabstwie Kent i rozbiły stację radarową w Ventnor na wyspie Wight. 13 sierpnia rozpoczęła się operacja pod kryptonimem „Dzień Orła”. Następnego dnia Luftwaffe przeprowadziło 500 lotów bojowych, zaś 15 sierpnia 7 ciężkich zmasowanych ataków. Jeszcze tego samego dnia formacja 100 bombowców z jego floty pod osłoną myśliwców Bf 110 została wysłana nad Yorkshire. 24 sierpnia jego bombowce zapuściły się na teren hrabstwa Kent i zaatakowały bazy RAF-u w Manston, Hornchurch oraz North Weald. Celem ich bombardowań stały się również fabryki w Coventry, Derby i Sheffield, Birmingham, Liverpool, jak i również kanał Bristolski. 7 września 1940 Kesselring wysłał w kierunku wybrzeży hrabstwa Kent o godz. 16.00 potężne siły, składające się z 320 bombowców ochranianych przez 600 myśliwców. O godz. 17.00 wyprawa pojawiła się nad Londynem. W przeciągu 1 i 1/2 godziny Luftwaffe zrzuciła na stolicę Anglii 300 ton bomb, powodując znaczne ofiary śmiertelne wśród ludności cywilnej, zginęło 430 mieszkańców Londynu.

## Front wschodni
Oddziały podległe Kesselringowi uczestniczyły również w agresji Niemiec na ZSRR w 1941 (operacja Barbarossa), wchodząc w skład Grupy Armii „Mitte”. 23 maja przed atakiem na ZSRR przeniósł swoją Kwaterę Główną (II Floty) do Poznania. 12 lipca 1941 jego oddziały dokonały pierwszego nalotu na Moskwę. Na tych terenach został mianowany dowódcą IV Floty Powietrznej.

## Front włoski

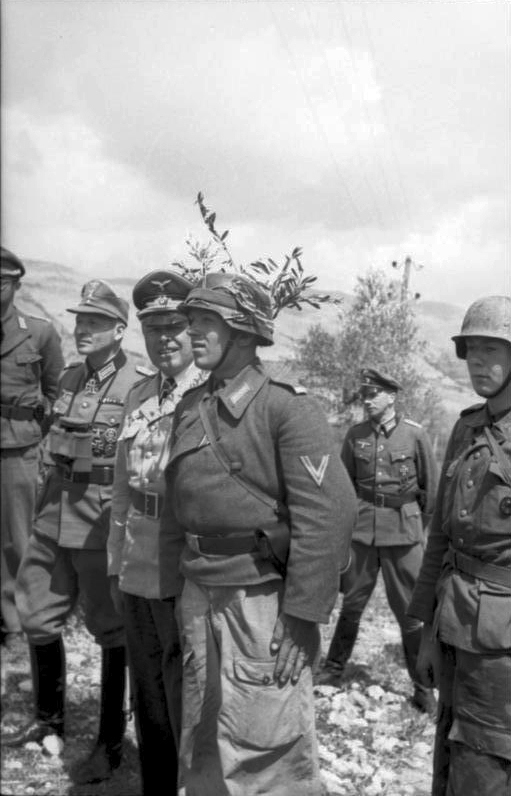
Albert Kesselring podczas inspekcji oddziałów niedaleko Monte Cassino (kwiecień 1944).

W latach 1942–1943 dowodził lotnictwem we wschodniej części Morza Śródziemnego. Pod koniec 1942 otrzymał specjalny rozkaz od Hitlera nakazujący mu przejąć odpowiedzialność za dostarczanie transportów do Afryki Północnej.
W lipcu 1943 stanął na czele nowo powstałej na Półwyspie Apenińskim Grupy Armii „C”. Dowodził nią do 10 marca 1945. Po przejęciu przez Erwina Rommla dowodzenia nad jednostkami walczącymi we Włoszech w 1943 złożył dymisję. Początkowo miał zostać wysłany do Norwegii, jednak pozostał we Włoszech. W październiku na półwyspie Apenińskim rozpoczęła się kampania włoska prowadzona przez aliantów. Jako naczelny dowódca południowej części Armii miał bronić południowej części Włoch. XI Korpus przeznaczył do obrony stolicy, zaś 10 Armię (tj. XIV i LXXVI Korpus) zgromadził pod dowództwem gen. von Vietinghoffa. Vietinghoff otrzymał od Adolfa Hitlera rozkaz, aby Salerno stanowiło centrum organizacji obrony. Do jej obrony przeznaczono dwie z sześciu dywizji 10 Armii: 16. i 26 Dywizję Pancerną dopiero co przybyłe do Włoch. Cztery pozostałe natomiast wymknęły się z Sycylii. Te spośród nich, które poniosły najcięższe straty, czyli: Dywizję „Hermann Göring” i 15 Dywizję Grenadierów Pancernych przeniesiono w okolice Neapolu by uzupełnić braki. 1 Dywizja Strzelców Spadochronowych ochraniała półwysep Salentyński oraz porty w Bari, Brindisi i Tarencie.
29 Dywizja Grenadierów Pancernych zajęła pozycję na południu, by bronić przesmyku Catrovillari. Do Kalabrii przerzucono także 26 Dywizję Pancerną, która swoje czołgi pozostawiła w Rzymie na wypadek buntu Włochów. 16 Dywizję natomiast umieszczono w okolicy Salerno. 27 lipca Kesselring wydał rozkaz o ewakuacji wojsk niemieckich z Sycylii.
3 września o godz. 5:00 5 Dywizja brytyjska i 1 Dywizja kanadyjska (ze składu 8 Armii) wylądowały na pustej plaży w Kalabrii wolnej od min i zasieków. Przed zapadnięciem zmroku posunęły się już o 8 km w głąb lądu. 10 września Bernard Law Montgomery dotarł z 8 Armią brytyjską do linii Pizzo – Catanzaro i nawiązał łączność z oddziałami 5 Armii amerykańskiej. Tak przebiegała operacja pod kryptonimem „Baytown”.
9 września wojska aliantów rozpoczęły przeprowadzanie desantu w okolicach Salerno. Tego też dnia trzy bataliony Rangersów zdobyły przełęcz Chiunzi, jednostki brytyjskie natomiast wylądowały w okolicach przełęczy Vietri. Oddziały Kesselringa błyskawicznie rozpoczęły działania bojowe, dzięki czemu Brytyjczycy zatrzymali się na przełęczy La Molina. Tego też dnia włoska marynarka wojenna przyłączyła się do aliantów i wspólnymi siłami zajęto Tarent (operacja Slapstick). 11 września Kesselring wydał rozkaz by LXXVI Korpus Pancerny powstrzymujący 8 Armię brytyjską skierował część swych oddziałów na Salerno. 17 września Vietinghoff zgodnie z niemiecką tradycją, by zamaskować swój odwrót, ponownie zaatakował. Zatem oddziały Kesselringa rozpoczęły przemieszczać się ku północy kraju.
Ich pierwszym etapem miało być Volturno – leżące ok. 30 km na północ od Neapolu. Kesselring chciał, by utrzymano się tam aż do połowy października. I tak 1 dnia tego miesiąca 5 Armia Amerykańska zdobyła Neapol i tylko dzięki ogromnemu trudowi dwa dni później Niemcom udało się odbić wyspę Kos. 8 listopada Brytyjska 8 Armia przeprawiła się przez Sangro i do 30 listopada nie udało jej się ruszyć dalej. W następnym miesiącu (dn. 2–6) amerykańska 5 Armia zdobyła Monte Camino, a 10 grudnia brytyjska 8 Armia przekroczyła rzekę Moro. Błotniste drogi i podmokły teren opóźniły znacznie marsz 5 Armii. 12 października nocą alianci podjęli atak na Volturno. Po zażartych walkach w chłodzie i deszczu 5 Armia zatrzymała się 17 października, zaś 5 listopada jej oddziały ruszyły ponownie na linię Bernhardta. Jednak zajadły opór Niemców zmusił aliantów do wycofania się. 21 listopada Kesselring otrzymał nominację na stanowisko Naczelnego Dowódcy Sił Osi we Włoszech.
2 grudnia brytyjski X Korpus i amerykański II korpus podjęły atak na teren broniony przez 15 Dywizję Pancerną. Bitwę tę nazwano „Rain Coat”, gdyż polegała na uciążliwych wspinaczkach żołnierzy. Dopiero 3 grudnia Brytyjczykom udało się osiągnąć szczyt Monte Camino. Od strony Adriatyku sytuacja też nie wyglądała najlepiej. Po zdobyciu Bari, Brindisi i lotniska w Foggii 8 Armia dotarła do rzeki Sangro. 28 grudnia jej oddziałom udaje się sforsować Moro. Pod koniec 1943 Montgomery został zmuszony przekazać dowództwo nad 8 Armią Olivierowi Leese. Alianci wkraczając do Neapolu zastali jedynie ruiny portu.
17 stycznia rozpoczął się pierwszy etap bitwy o Monte Cassino, która została zapoczątkowana o godz. 21 przez brytyjską 5 Dywizję Piechoty. W ten to sposób rozpoczął się szereg walk zakończonych operacją „Diadem”, czyli zdobyciem klasztoru przez oddziały polskie. 20 stycznia amerykański II Korpus rozpoczął natarcie na Cassino przez rzekę Rapido.
15–22 marca dywizje hinduska i nowozelandzka zdobyły część Cassino, a dwa miesiące później (11–14 maja) Francuzi okrążyli miasteczko od południowej strony. Ostatecznie klasztor został zdobyty wskutek natarcia polskiego II Korpusu 18 maja 1944. Po klęsce Niemców pod Monte Cassino oddziały niemieckie wycofały się spod Rzymu w kierunku linii Gustawa znajdującej się w Toskanii. Kesselring planował przesunięcie sił głównych na Linię Hitlera. Tak więc w okresie od 19 do 23 maja na odcinku Aquina – Pontecorvo niemiecką obronę organizowały 19 i 90 Dywizja Grenadierów Pancernych, które miały powstrzymać napór brytyjskiej 8 Armii. Natarcie francuskich oddziałów miały natomiast powstrzymywać 26 dywizja piechoty oraz część 305 Dywizji Piechoty. 23 maja oddziały francuskie rozpoczęły atak, co spowodowało odwrót niemieckich oddziałów do przełęczy Frosinone – Ceccano. 29 maja po ciężkich walkach Ceccano zostało zdobyte przez 2 Marokańską Dywizję Piechoty. Do walki z Francuzami i Amerykanami Kesselring rzucił wszystkie rezerwy. Zatem 25 maja niemiecka 10 Armia znalazła się w bardzo złym położeniu, gdyż oddziały kanadyjskie przekroczyły rzekę Melf, a tyły niemieckiej Armii zostały zagrożone przez Francuzów. Tymczasem w nocy z 25 na 26 maja Amerykanie przełamali niemiecką obronę zajmując Cisternę. Jeszcze tego samego dnia Hitler rozkazał wycofanie sił oddziałom 10 i 14 Armii na Linię Cezara. Wobec ataku wojsk amerykańskich Kesselring wydał rozkaz o ewakuacji wojsk niemieckich z Rzymu. 2 czerwca wojska niemieckie wycofały się z Rzymu, choć zgodę na to otrzymał od Hitlera dopiero następnego dnia. W nocy z 4 na 5 czerwca wojska alianckie zajęły Rzym (na 5 dni przed czwartą rocznicą wypowiedzenia wojny przez Mussoliniego). W ostatniej chwili jednak Kesselring wysunął wobec Watykanu propozycję zakomunikowania aliantom, iż Rzym został uznany za miasto otwarte.
Podczas zimy 1943/44 działania włoskiej partyzantki wzmogły się. Kesselring podjął zbrodniczą decyzję o drastycznych krokach odwetowych. Zaaprobował m.in. rozstrzelanie 335 włoskich zakładników w Grotach Ardeatyńskich na przedmieściach Rzymu (24 marca 1944). 2 września 1944 padła Piza, a następnie Rimini i w ten sposób przełamano Linię Gotów. Kesselringowi udało się zatrzymać aliancką ofensywę tylko ze względu na obfite opady śniegu i deszczu. Na skutek odniesienia poważnych obrażeń podczas wypadku Kesselring został ewakuowany do Niemiec.

## Front zachodni
21 marca 1945 objął stanowisko po von Rundstedzie i od tego momentu był Głównodowodzącym Zachodniego Frontu III Rzeszy. Z powodu całkowitego chaosu oraz dużej przewagi wroga nie był w stanie zatrzymać zachodnich aliantów. Do niewoli dostał się 5 maja 1945.

## Proces przed brytyjskim sądem wojskowym

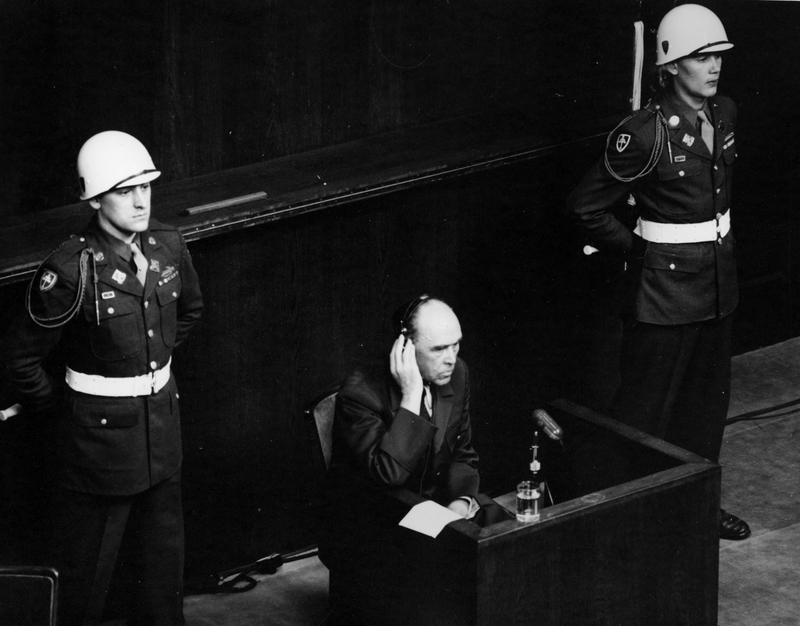
Albert Kesselring zeznający podczas procesu norymberskiego.

W 1947 został skazany przez brytyjski trybunał wojskowy w Rzymie na karę śmierci za zbrodnie wojenne, był winny m.in. zabójstwa 335 zakładników w Rzymie 24 marca 1944. Zarzucono mu również, że na mocy jego rozkazów zabitych zostało 1087 włoskich cywilów. Karę śmierci zamieniono mu jednak na dożywotnie pozbawienie wolności. W 1952 został zwolniony, a w 1953 został przewodniczącym Stahlhelmu w RFN. W 1953 napisał książkę Soldat bis zum letzten Tag, a w 1955 Gedanken zum Zweiten Weltkrieg.

## Odznaczenia
- Krzyż Rycerski (30 września 1939)
  - Liście Dębu (25 lutego 1942)
  - Liście Dębu z Mieczami (18 lipca 1942)
  - Liście Dębu z Mieczami i Brylantami (19 lipca 1944)
- Odznaka Pilota/Obserwatora z Brylantami
- Frontflugspange für Zerstörer in Gold mit Anhänger und Einzatszahl (1942)
- Krzyż Żelazny I klasy z Okuciem Ponownego Nadania (25 września 1939)
- Krzyż Żelazny II klasy z Okuciem Ponownego Nadania (12 września 1939)
- Krzyż Honorowy dla Walczących na Froncie
- Odznaka za 25-letnią Służbę w Luftwaffe
- Medal Pamiątkowy 1 października 1938
- Order Zasługi Wojskowej z Mieczami i Koroną
- Krzyż Kawalerski II Klasy Orderu Alberta
- Kawaler Krzyża Wielkiego Orderu Korony Włoch
- Kawaler Krzyża Wielkiego Orderu Świętych Maurycego i Łazarza (Królestwo Włoch)
- Kawaler Krzyża Wielkiego Orderu Kolonialnego Gwiazdy Włoch
- Krzyż Wielki Orderu Węgierskiego Zasługi